# Coleophora sibiricella
Coleophora sibiricella là một loài bướm đêm thuộc họ Coleophoridae. Nó được tìm thấy ở Phần Lan, Thụy Điển, tây bắc Nga và Siberia.
Con trưởng thành bay vào tháng 6 and tháng 7.
Ấu trùng ăn Larix species. They have a winter diapause.